# سپاه چهارم هند
سپاه چهارم هند (انگلیسی: IV Corps) یا سپاه گجراج سپاهی از نیروی زمینی هند و تحت امر فرماندهی شرقی هند است که مقر آن در تزپور، آسام قرار دارد. این سپاه در سال ۱۹۴۲ برای دفاع از ایالت آسام تشکیل شد و در سال ۱۹۴۵ منحل شد. در اکتبر ۱۹۶۲ درست قبل از جنگ هند و چین، دوباره تشکیل شد.

## تاریخچه
سپاه چهارم بریتانیا، تحت فرماندهی سپهبد نوئل مکینتاش استوارت اروین، در ژانویه ۱۹۴۲ از خاورمیانه برای دفاع از آسام در برابر پیشروی ژاپنی‌ها در طول جنگ جهانی دوم اعزام شد. پس از پایان جنگ، این سپاه در نوامبر ۱۹۴۵ منحل شد.
این سپاه توسط سپهبد بریج موهان کائول در ۴ اکتبر ۱۹۶۲، نزدیک به جنگ چین و هند، در تزپور، آسام دوباره تشکیل شد. در طول سال‌ها، این نیرو در عملیات‌های متعارف و ضد شورش در جبهه شرقی، به ویژه در طول جنگ ۱۹۷۱ در بنگلادش، نقش داشته است.
در طول جنگ سوم هند و پاکستان در سال ۱۹۷۱، سپاه گجراج در جریان آزادسازی بنگلادش به داکا پیشروی معروفی داشت و همچنین در عملیات پل مگنا هلی شرکت کرد. سپهبد ساگات سینگ، به‌طور نوآورانه‌ای از بالگردهای میل می-۴ برای عبور از رودخانه مگنا، که غیرقابل عبور تلقی می‌شد، استفاده کرد و سپاه او بی‌وقفه به نیروهای پاکستانی حمله کرد و آنها را شکست داد. این سپاه در خلال این نبرد وظیفه خود را در پیچیده‌ترین بخش از نظر فاصله از پایگاه‌های لجستیکی انجام داده است.
سپاه چهارم هند در نقش‌های ضد شورش به عنوان بخشی از عملیات باجرانگ (از نوامبر ۱۹۹۰)، عملیات کرگدن ۱ (از سپتامبر ۱۹۹۱) و عملیات کرگدن ۲ (از آوریل ۱۹۹۲) فعال بوده است.